# 陈棚乡
陈棚乡，是中华人民共和国河南省信阳市息县下辖的一个乡镇级行政单位。

## 行政区划
陈棚乡下辖以下地区：
陈棚村、陈祥村、华店村、芦店孜村、王林村、阎湾村、叶楼村、易庙村、张塘村和铙庄村。